# Boavista Futebol Clube (futsal)
Cet article concerne la section futsal. Pour la section masculine de football, voir Boavista Futebol Clube. Pour la section féminine de football, voir Boavista FC (féminines).
Maillots
La section futsal du Boavista Futebol Clube appartient au club éponyme fondé en 1903 à Porto.

## Palmarès
- Coupe d'Europe des vainqueurs de coupe
  - Finaliste : 2005-06
- Coupe du Portugal
  - Finaliste : 2004-05
- Supercoupe du Portugal (1)
  - Vainqueur : 2006